# Calciumspiegel
De calciumspiegel van het bloed is de concentratie van calcium-atomen in het bloed. Er worden twee soorten calciumspiegels onderscheiden: de totale en de geïoniseerde calciumspiegel. Bij de laatste tellen alleen de calcium-ionen, dus opgeloste calcium. Bij de totale calciumspiegel tellen ook calciumatomen mee die verbonden zijn aan proteïnen. Er bestaat een groot aantal proteïnen die calcium kunnen binden. Deze worden ook wel calciumbuffers genoemd.
Calcium speelt een belangrijke rol in de fysiologie, met name in de communicatie binnen cellen en tussen cellen onderling. Een tijdelijke verhoging in de calciumconcentratie in een spiercel leidt bijvoorbeeld tot samentrekking van de cel. Verschillende ziektes kunen leiden tot een abnormale calciumspiegel. Het meten hiervan speelt dan ook een belangrijke rol in de diagnostiek.